# Anna Polina
Anna Polina (São Petersburgo, 11 de setembro de 1989) é uma atriz pornográfica e modelo russa de ascendência francesa.

## Carreira
Polina estreou na indústria de filmes adultos em 2008; e desde então apareceu em mais de 300 produções.
Em 2010, estrelou o filme independente de terror Echap. Em 2011, ela apareceu em dois documentários de televisão sobre a indústria adulta, Le Rhabillage do canal France 2 e Star du X, comment en sortir indemne ? do Direct 8. No final de 2011, sua fama cresce fora do mundo da pornografia quando Marc Dorcel decide patrocinar o piloto do Rali Dakar de 2012 Hugo Payen. Em abril 2012, ela apareceu em uma campanha sobre a prevenção do câncer de mama.

## Prêmios e indicações
Prêmios
- 2011: Venus Award - Best Starlet[9]
- 2012: XBIZ Award – Foreign Female Performer of the Year[9][10]

Indicações
- 2012: AVN Award – Female Foreign Performer of the Year[11][12]
- 2013: AVN Award – Foreign Female Performer of the Year[13]
- 2013: XBIZ Award – Foreign Female Performer of the Year[14]